# Nima Alamian
Nima Alamian Darounkolaei (Perzisch: نیما عالمیان درونکلایی; Babol, Mazandaran, 24 december 1992) is een Iraans professioneel tafeltennisser. Hij speelt rechtshandig met de shakehandgreep.
Hij vertegenwoordigde zijn land al twee maal op de Olympische Zomerspelen, in 2016 en 2020.
Zijn broer Noshad Alamian speelt ook tafeltennis op hoog niveau.